# Politopo regolare
In geometria, un politopo di dimensione d si dice politopo regolare quando sono regolari (ordinari o stellati) tutti gli elementi che lo compongono, aventi dimensioni inferiori a d.

## Politopi regolari quadridimensionali
Vi sono sedici politopi regolari quadridimensionali: sei sono ordinari e dieci sono stellati.

### Politopi regolari quadridimensionali ordinari
| Nome      | Vertici | Spigoli | Facce          | Celle          | Politopo duale         | Gruppo di simmetria | Gruppo di simmetria |
| --------- | ------- | ------- | -------------- | -------------- | ---------------------- | ------------------- | ------------------- |
| Pentatopo | 5       | 10      | 10 triangoli   | 5 tetraedri    | se stesso (auto-duale) | A4                  | 120                 |
| Ipercubo  | 16      | 32      | 24 quadrati    | 8 cubi         | 16-cella               | B4                  | 384                 |
| 16-cella  | 8       | 24      | 32 triangoli   | 16 tetraedri   | ipercubo               | B4                  | 384                 |
| 24-cella  | 24      | 96      | 96 triangoli   | 24 ottaedri    | se stesso (auto-duale) | F4                  | 1152                |
| 120-cella | 600     | 1200    | 720 pentagoni  | 120 dodecaedri | 600-cella              | H4                  | 14400               |
| 600-cella | 120     | 720     | 1200 triangoli | 600 tetraedri  | 120-cella              | H4                  | 14400               |

### Modello
Per ovvi motivi, relativamente alla costruzione del modello dei Politopi descritti, sia nella versione implosa (l'involucro è costituito dal Poliedro di composizione), che nella versione esplosa (l'involucro è costituito dal doppio del Poliedro di composizione), quello più indicato è il modello trasparente (in plexiglas, etc.), ma il più facile da costruire è quello in filo metallico (scheletro essenziale, cioè Vertici e Spigoli), nell'una o nell'altra versione, in relazione al sito disponibile per contenere il modello.

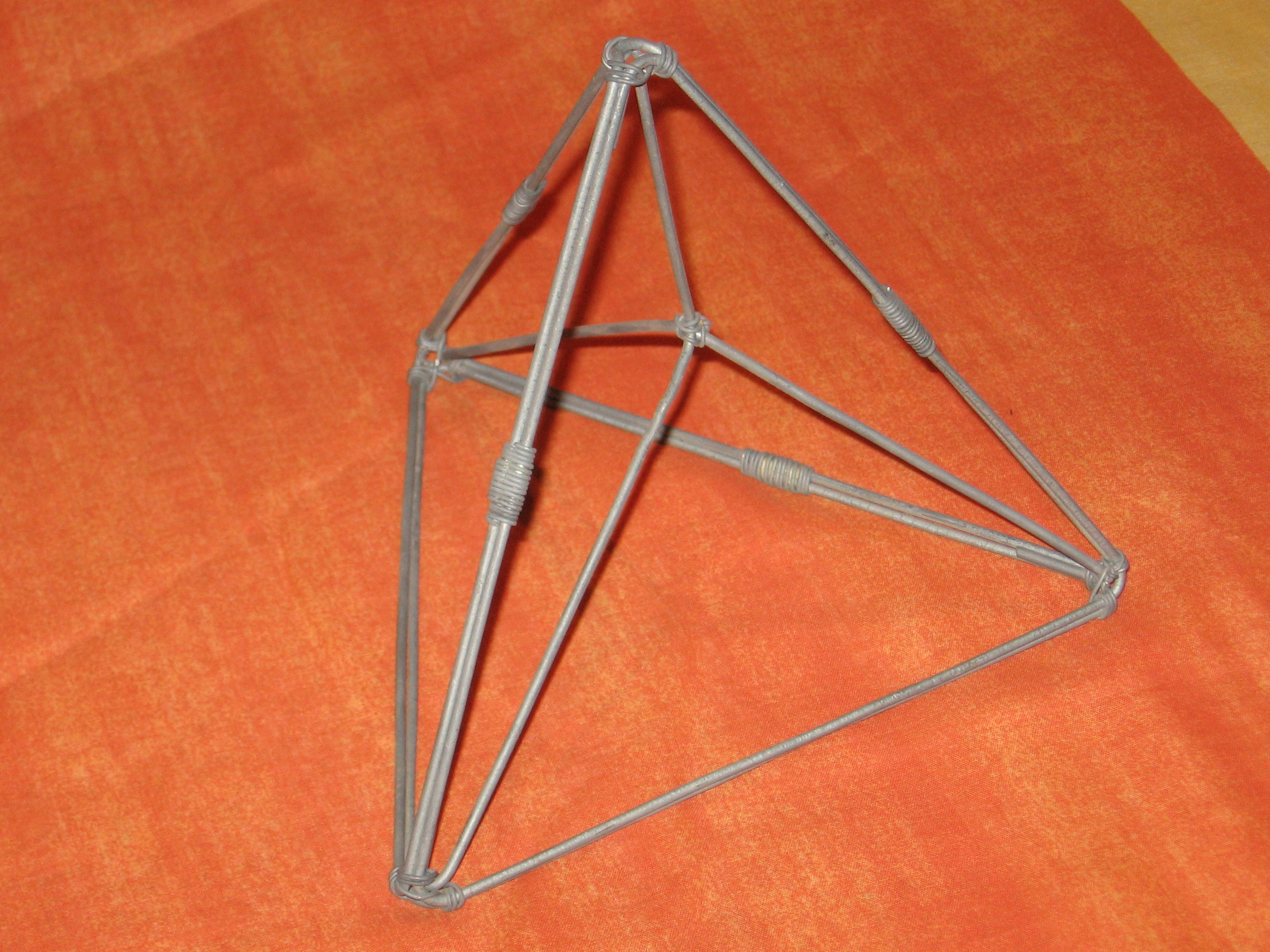
Ipertetraedro di prima specie (versione implosa)
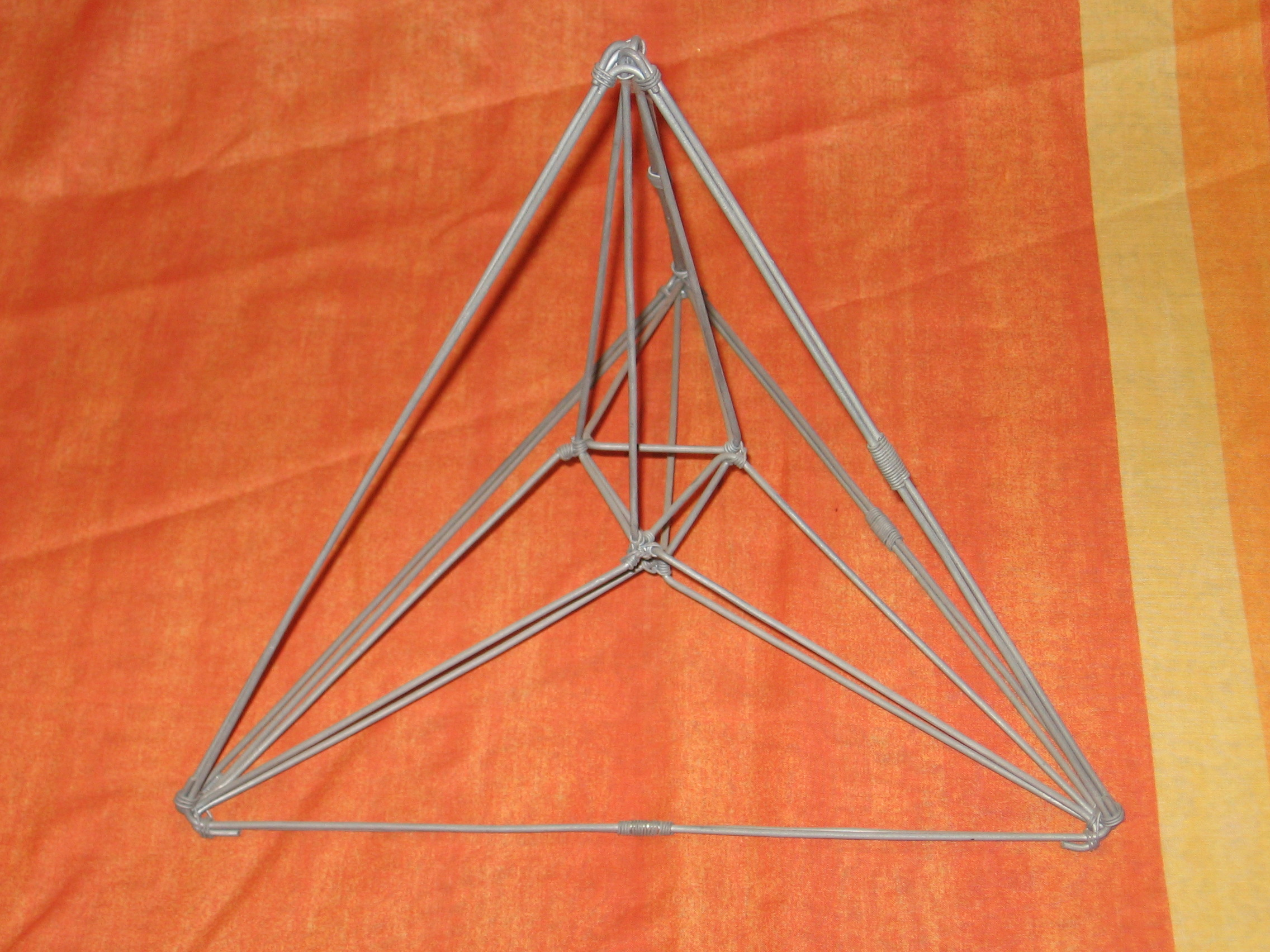
Ipertetraedro di seconda specie (versione implosa)
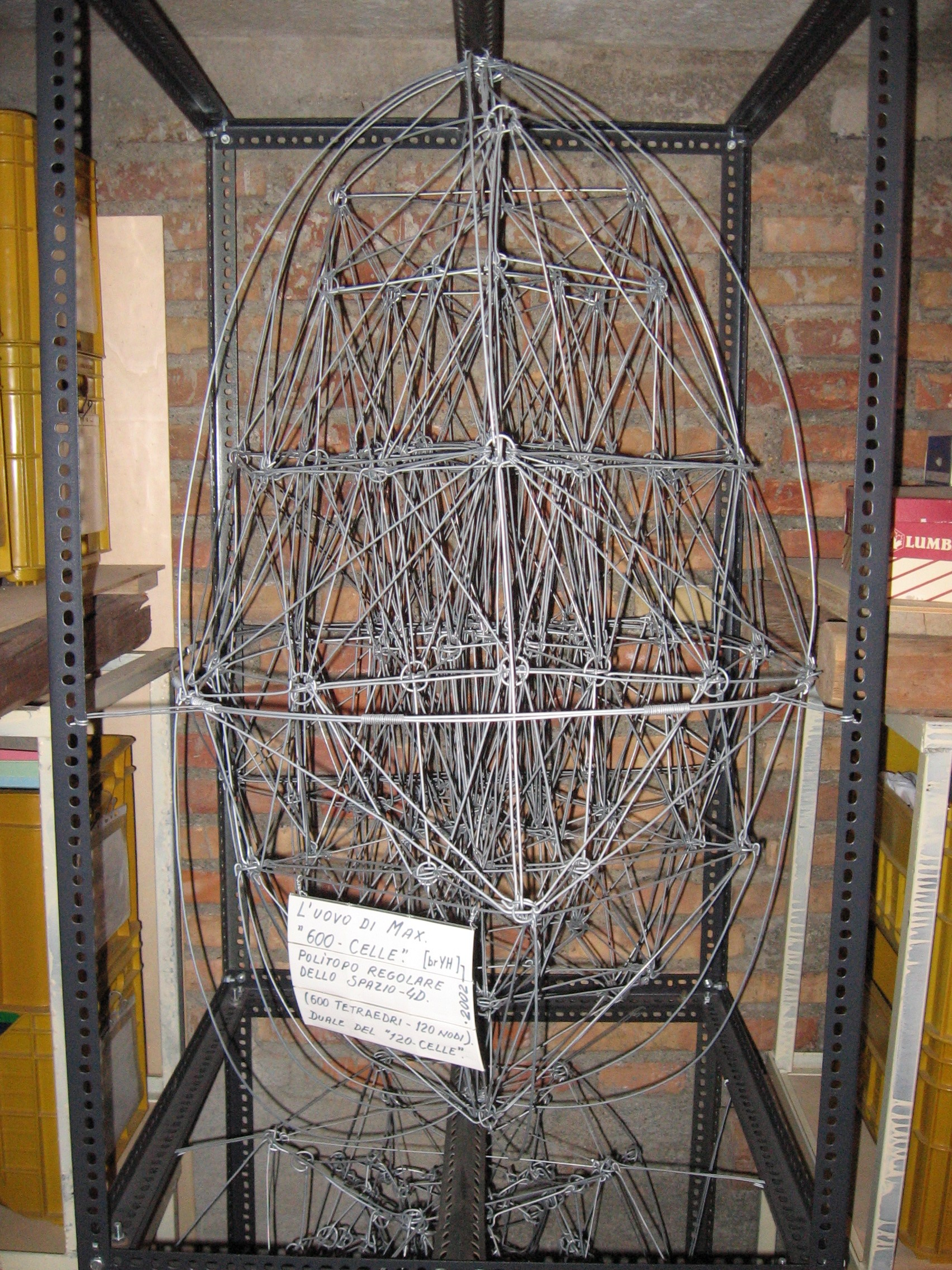
Ipertetraedro di terza specie (versione esplosa)

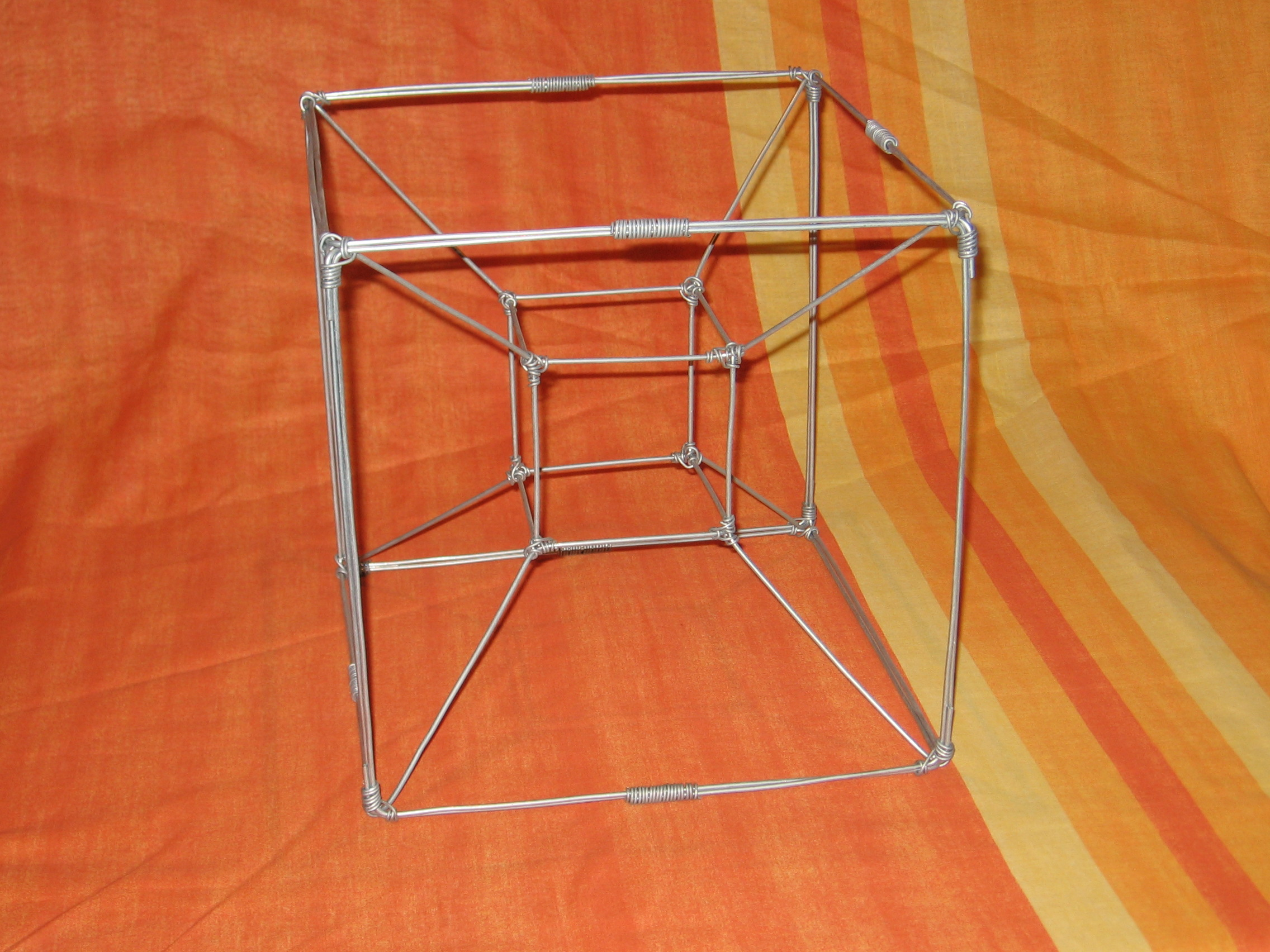
Ipercubo (versione implosa)
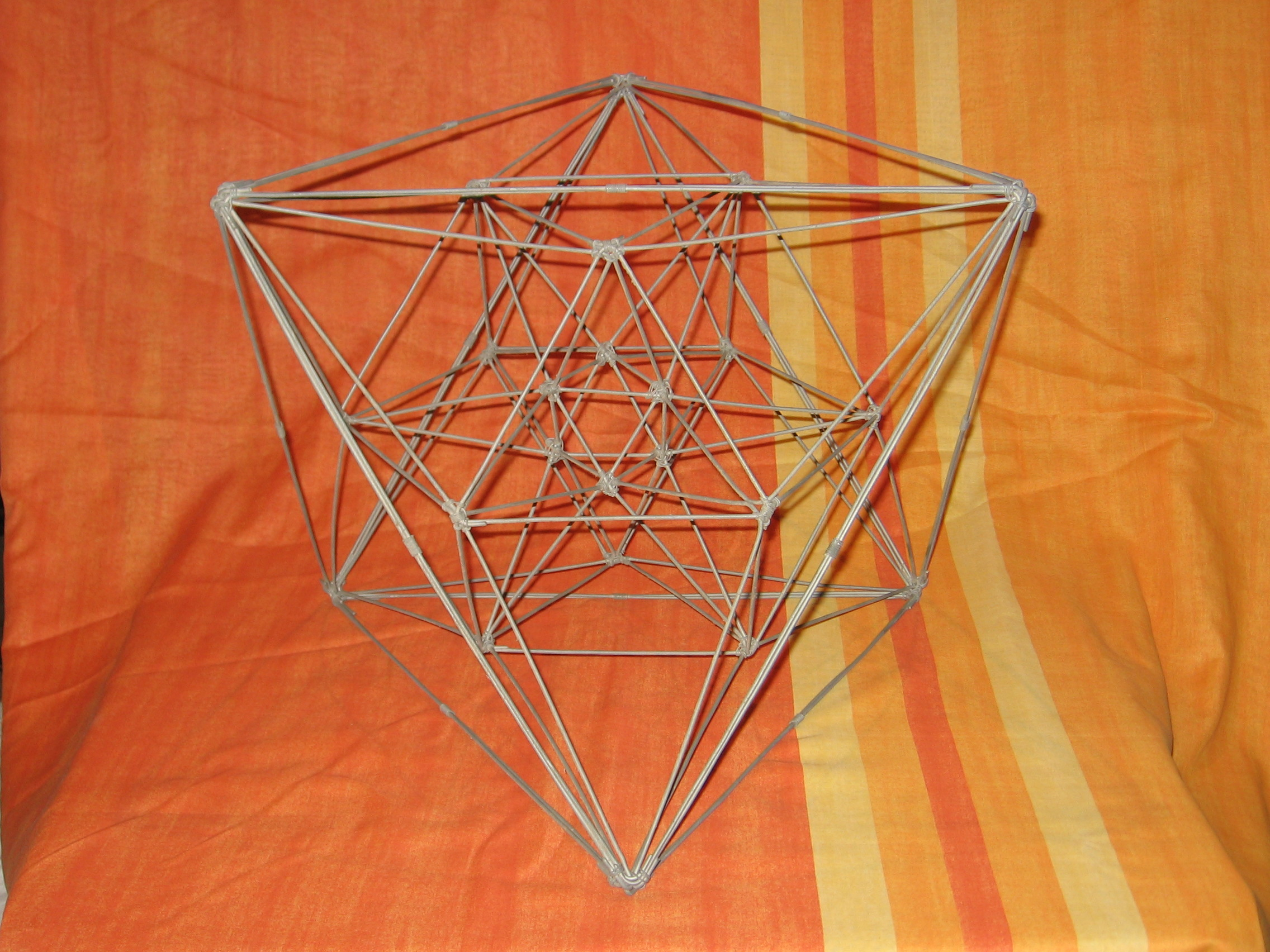
Iperottaedro (versione implosa)
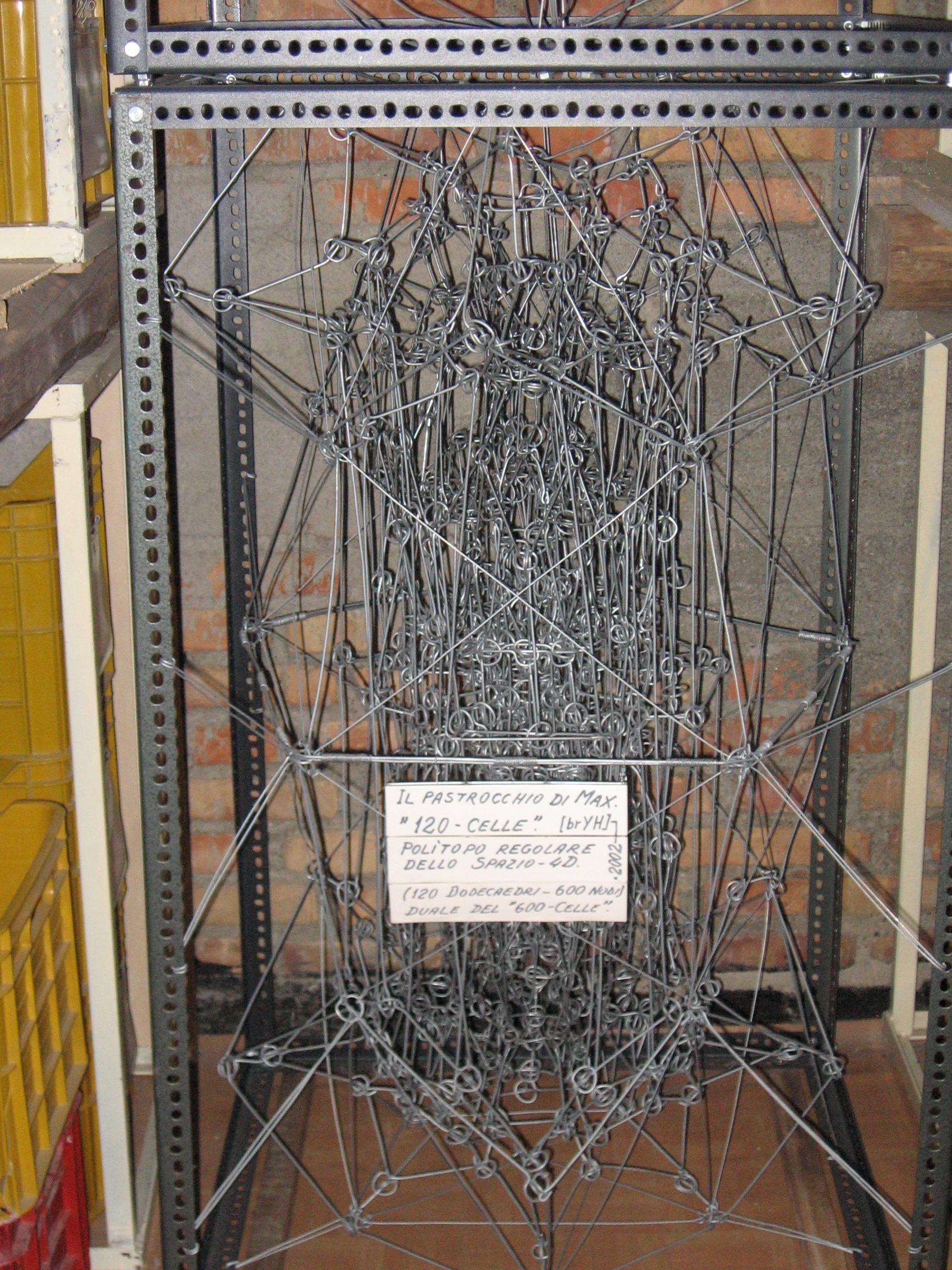
Iperdodecaedro (versione esplosa)

## Politopi regolari quadridimensionali stellati
Vi sono dieci politopi regolari quadridimensionali stellati:
- 120-cella stellata
- Grande 120-cella
- 120-cella icosaedrale
- Grande 120-cella stellata
- Gran 120-cella
- Gran 120-cella stellata
- Grande 120-cella icosaderale
- Grande gran 120-cella
- Grande gran 120-cella stellata
- Gran 600-cella